# FM 아키타

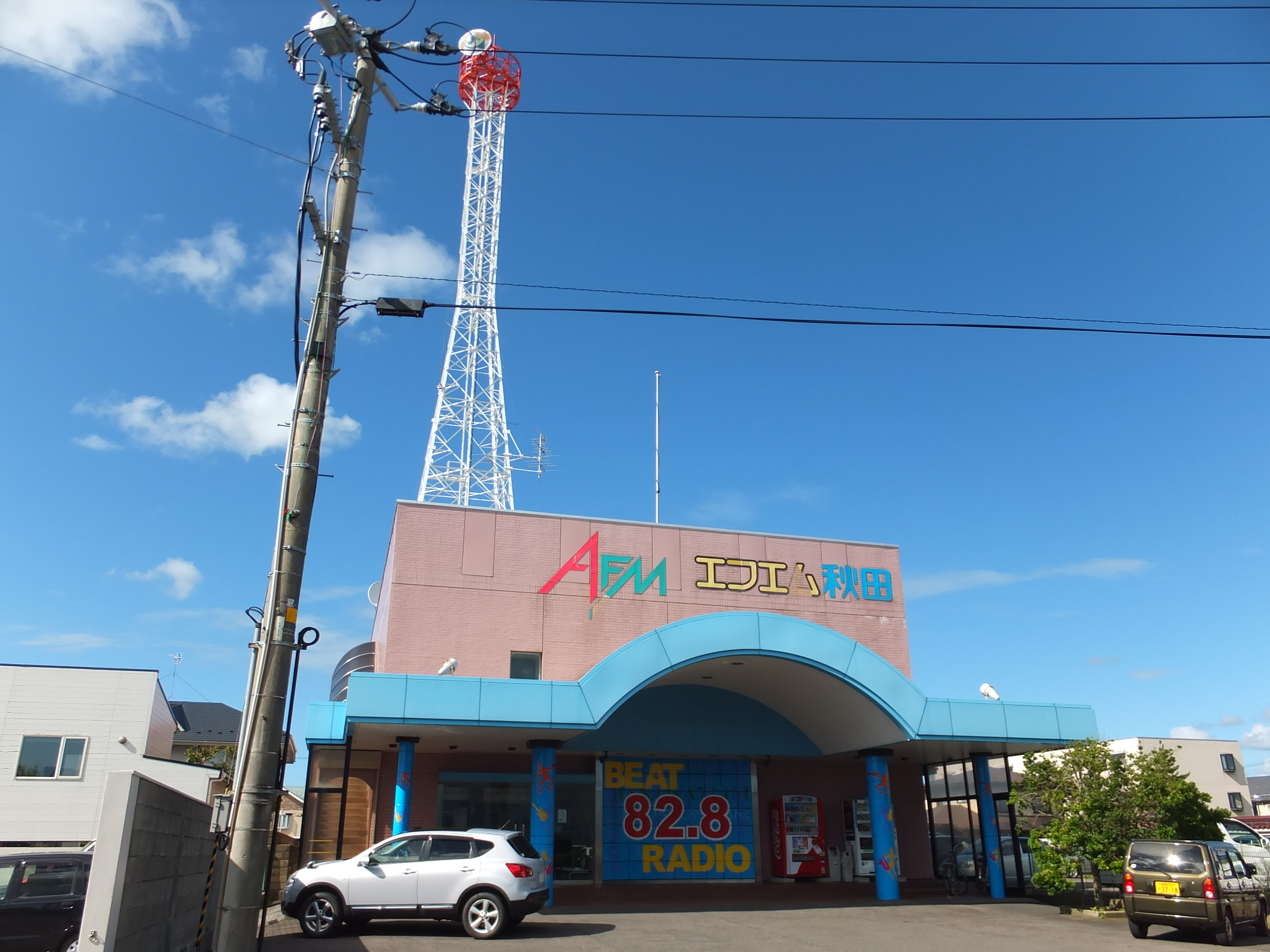
FM 아키타

FM 아키타는 일본의 FM라디오 방송국으로 1985년 4월 1일 개국했으며 아키타현에서 방송을 실시하고 있다.
JFN에 가맹했으며 약칭은 AFM, 콜사인은 JOPU-FM이다.

## 연혁
- 1984년 7월 18일 주식회사 FM아키타 창립
- 1985년 4월 1일 개국
- 1995년 4월 1일 FM 문자다중방송 개시
- 2014년 3월 31일 FM 문자다중방송 종료
- 2018년 11월 19일 우고 중계국 개국

## 주파수
- 아키타 방송국:82.8MHz(출력:3KW)
- 하나와 중계국:77.1MHz(출력:100W)
- 혼죠 중계국:77.7MHz(출력:10W)
- 유자와 중계국:78.0MHz(출력:100W)
- 가쿠노다테 중계국:78.9MHz(출력:3W)
- 오다테 중계국:89.2MHz(출력:100W)
- 노시로 중계국:89.7MHz(출력:100W)
- 우고 중계국:89.0MHz(출력:10W)

## 보충서술
- 아키타현 출신 문인 오노노 고마치의 이름을 딴 Co-much FM이란 별칭을 사용한 적이 있었지만 현민에게 받아들여지지 않아 현재는 사용하지 않고 있다.

## 아키타현에 있는 다른 텔레비전·라디오 방송국
- NHK 아키타 방송국
- 아키타 방송(ABS)(TV는 니혼 TV 계열, 라디오는 JRN&NRN계열)
- 아키타 TV(AKT)(후지 TV 계열)
- 아키타 아사히 방송(AAB)(TV 아사히 계열)